# 미야지마 항로

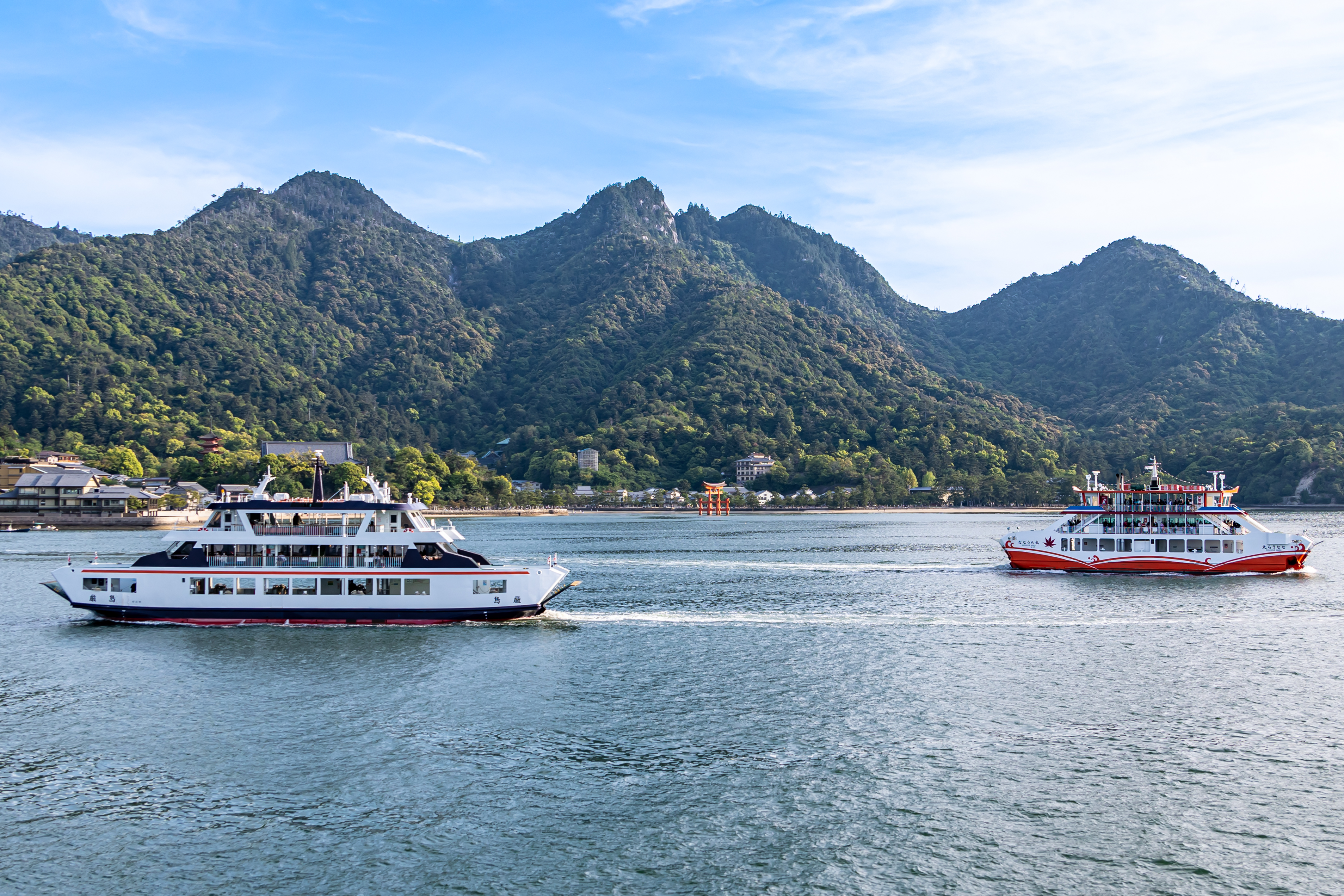
미야지마 마쓰다이 기선의 이쓰쿠시마 (왼쪽)와 JR 니시니혼 미야지마 페리의 나나우라마루 (오른쪽). 배경으로 미센산과 기슭에 이쓰쿠시마 신사의 오토리가 보인다.

미야지마 항로(宮島航路)는 일본 하쓰카이치 이쓰쿠시마섬 (미야지마)을 취항하고 있는 항로다.
대부분의 이용자는 미야지마구치-미야지마 사이를 이용하며, 이하 2개 노선이 취항하고 있다. 또한 이 2개의 노선은 히로시마현도 43호 이쓰쿠시마 공원선의 일부를 이루고 있다.
- 히로시마 전철의 미야지마 마쓰다이 기선
- 서일본 여객철도의 JR 니시니혼 미야지마 페리 (미야지마 연락선)

그 밖에, 세토우치 시라인이 운항 하는 히로시마항발 그랜드 프린스 호텔 히로시마 앞을 경유하는 히로시마·모토우지나마치~미야지마 항로(広島・元宇品〜宮島航路)나, 아쿠아넷 히로시마가 운항하는 원폭 돔 근처의 모토야스 부두 사이를 연결하는 세계유산 항로(世界遺産航路) 등도 있다.